# Fast-Track-Chirurgie
Unter Fast-Track-Chirurgie (englisch, sinngemäß etwa „Schnellspur“-Chirurgie), auch als Fast-Track-Rehabilitation bezeichnet,  versteht man ein therapeutisches Konzept. Es zielt durch die Anwendung evidenzbasierter Behandlungsmaßnahmen darauf ab, allgemeine Komplikationen nach operativen Eingriffen zu vermeiden. Ziel dieser Behandlungsmaßnahmen ist es, die Rekonvaleszenz der Patienten zu beschleunigen, die durch das operative Trauma gestörte Homöostase wiederherzustellen und die Autonomie der Patienten zu erhalten. Ein Bestandteil der Fast-Track-Rehabilitation ist die rasche postoperative Mobilisation der Patienten noch am Operationstag. Eine vor allem ökonomisch interessante Nebenwirkung ist die aufgrund der rascheren Genesung erheblich verkürzte Liegedauer im Krankenhaus nach einer Operation.

## Entwicklung
Ende der 1990er Jahre entwickelte Prof. Kehlet aus Kopenhagen (Dänemark) eine multimodale Therapie nach Operationen im Bauchraum. Ziel war die Verringerung der allgemeinen Risiken und eine schnellere Erholung.
Sowohl finanzielle Erwägungen als auch die Erfahrung von Komplikationen durch zu lange Immobilisation und parenterale Ernährung förderten die Entwicklung von Fast-Track. Das Konzept wurde, meist in abgeänderter Form, in vielen Ländern übernommen. Promotor der Ideen in Deutschland war Professor Wolfgang Schwenk der Berliner Charité.

## Maßnahmen
- Präoperatives motivierendes Gespräch mit Betonung der aktiven Rolle des Patienten bei der Genesung
- Bereits präoperative Anlage eines Schmerzkatheters (Periduralkatheter)
- Wegfall der präoperativen Darmspülung
- Verkürzung der präoperativen Nüchternheit
- Möglichst Anwendung laparoskopischer Operationsverfahren oder querer Bauchschnitte
- minimale Substitution (Infusionen) während der Operation
- früheste postoperative Mobilisation
- sofortiger Kostaufbau und Vermeidung einer parenteralen Ernährung
- Nachsorge durch das Krankenhaus und den Hausarzt